# Landesgeschichte
Die Landesgeschichte oder historische Landeskunde als historische Disziplin betreibt Geschichtswissenschaft in einer besonders ausgeprägten landeskundlichen Perspektive. Im Mittelpunkt des Interesses stehen neben politischer und Ereignisgeschichte unter anderem Siedlungsgeschichte sowie Wirtschafts- und Sozialgeschichte von historischen Landschaften. Als Ansatz handelt es sich um eine typisch deutschsprachige Forschungstradition, die an die föderativen Strukturen des Alten Reiches anknüpft. Neuerdings wird jedoch eine Annäherung an vergleichbare regionalgeschichtliche Ansätze in anderen Teilen Europas angestrebt.

## Abgrenzung
Im Gegensatz zur Landesgeschichte kann sich die Regionalgeschichte auch mit nicht durch staatliche oder teilstaatliche Einheiten definierten geographischen Räumen beschäftigen. Jedoch ist auch die Landesgeschichte aufgrund von im Lauf der Jahrhunderte wechselnden Landesgrenzen („historische Landschaft“) nicht zwingend an aktuelle teilstaatliche Grenzen gebunden. In der DDR war der Begriff „Territorialgeschichte“ gebräuchlich, weil die Länder durch Bezirke abgelöst worden waren, so dass ein Begriff zwischen Landes- und Regionalgeschichte entstand.
Die Ortsgeschichte (bzw. Stadtgeschichte) befasst sich mit der Vergangenheit einer Ortschaft, eines Dorfes, einer Stadt oder eines regional definierten Gebietes.

## Deutschland
In Deutschland sind Länder im Sinne der Landesgeschichte vor allem größere politische Einheiten unterhalb der obersten staatlichen Ebene. Dies sind in Deutschland heute die Bundesländer. Landesgeschichtliche Objekte früherer Zeiten sind beispielsweise die Gliedstaaten des Deutschen Reiches oder die Territorien des Heiligen Römischen Reiches, aber auch die Mitgliedstaaten des Deutschen Bundes. Die Landesgeschichte arbeitet demzufolge methodisch vergleichend und stellt für die jeweilige Epoche die Verbindungen zur übergeordneten politischen Bezugsebene her.

### Institutionen
Die Landesgeschichte mit ihren Unterdisziplinen wird in Deutschland besonders von den Historischen Kommissionen der Länder und zahlreichen, oftmals schon im 19. Jahrhundert gegründeten landes- und regionalgeschichtlichen Vereinen betrieben, darunter einige länderübergreifend, wie der Harzverein für Geschichte und Altertumskunde für Niedersachsen, Sachsen-Anhalt und Thüringen, oder der Verein für Nassauische Altertumskunde und Geschichtsforschung für Hessen und Rheinland-Pfalz.
Zudem entstanden vor und nach dem Zweiten Weltkrieg zahlreiche universitätsnahe Forschungsinstitute für Landesgeschichte wie das Institut für geschichtliche Landeskunde der Rheinlande, das Institut für Geschichtliche Landeskunde Rheinland-Pfalz (IGL), das Institut für Historische Landesforschung für das Land Niedersachsen, das Institut für Bayerische Geschichte oder das LWL-Institut für westfälische Regionalgeschichte. Die einzige Neugründung in den neuen Bundesländern nach dem Fall der Mauer war das Institut für Sächsische Geschichte und Volkskunde in Dresden. Wichtig ist auch das 1995 gegründete Geisteswissenschaftliche Zentrum Geschichte und Kultur Ostmitteleuropas (GWZO), das sich mit der jeweiligen Landesgeschichte der historischen Landschaften in der Germania Slavica beschäftigt.
Wichtigste Institution ist jedoch der 1852 gegründete Gesamtverein der Deutschen Geschichts- und Altertumsvereine mit zurzeit über 200 Mitgliedsvereinen (über 150.000 Mitglieder), der die Blätter für deutsche Landesgeschichte herausgibt und jährlich einen „Tag der deutschen Landesgeschichte“ an wechselnden Orten mit Themen der vergleichenden Landesgeschichte (Deutschland und Nachbarstaaten) durchführt.